# Venucia T60
Venucia T60 — субкомпактный кроссовер, выпускаемый подразделением Venucia компании Dongfeng с 2018 года.

## Описание
Впервые Venucia T60 был представлен на автосалоне в Гуанчжоу в ноябре 2018 года. Цены варьировались от 85800 до 118800 юаней.

Автомобиль оснащён 1,6-литровым двигателем HR16DE мощностью 93 кВт (126 л. с.) и крутящим моментом 154 Н·м, который сочетается в паре с вариатором или же с пятиступенчатой механической трансмиссией.

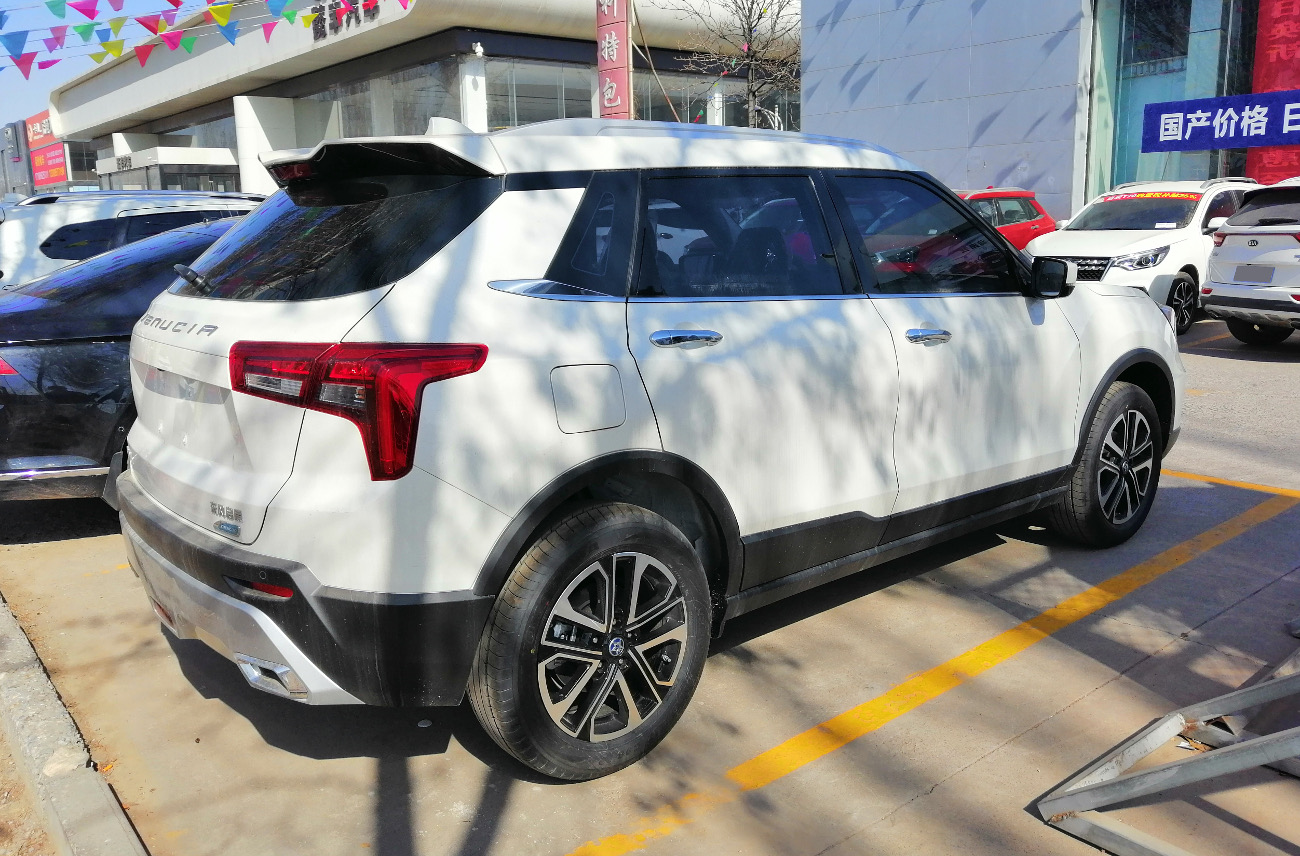
Вид сзади

## Venucia T60EV
Venucia T60EV является электромобилем на базе Venucia T60, представленным в 2019 году на Шанхайском автосалоне. Он оснащён аккумулятором ёмкостью 60,7 кВт·ч и электродвигателем мощностью 120 кВт (161 л. с.) и крутящим моментом 250 Н·м с запасом хода 442 км по циклу NEDC. Максимальная скорость 125 км/ч. Расход энергии — 14,7 кВт·ч на 100 км.

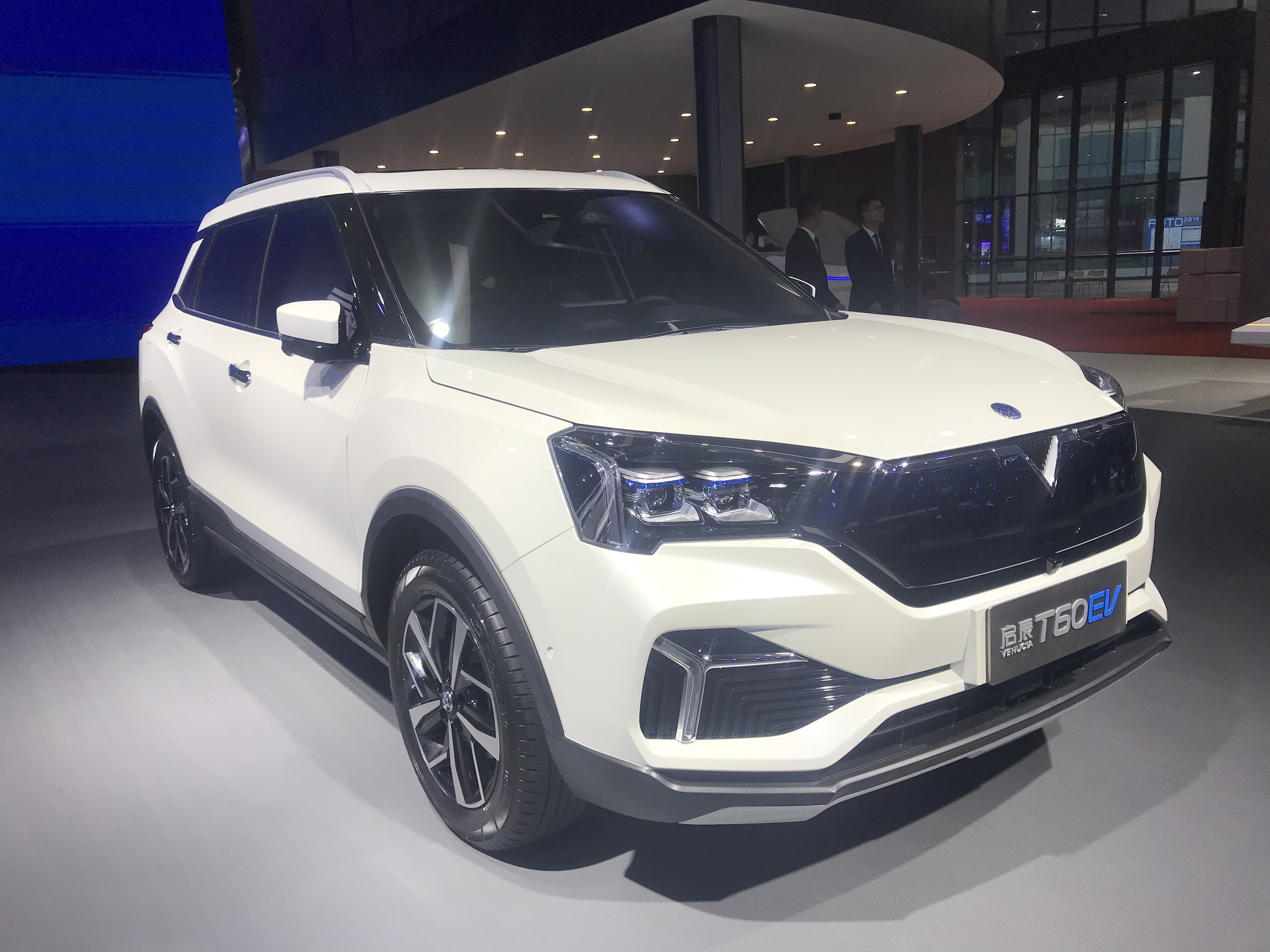
Вид спереди
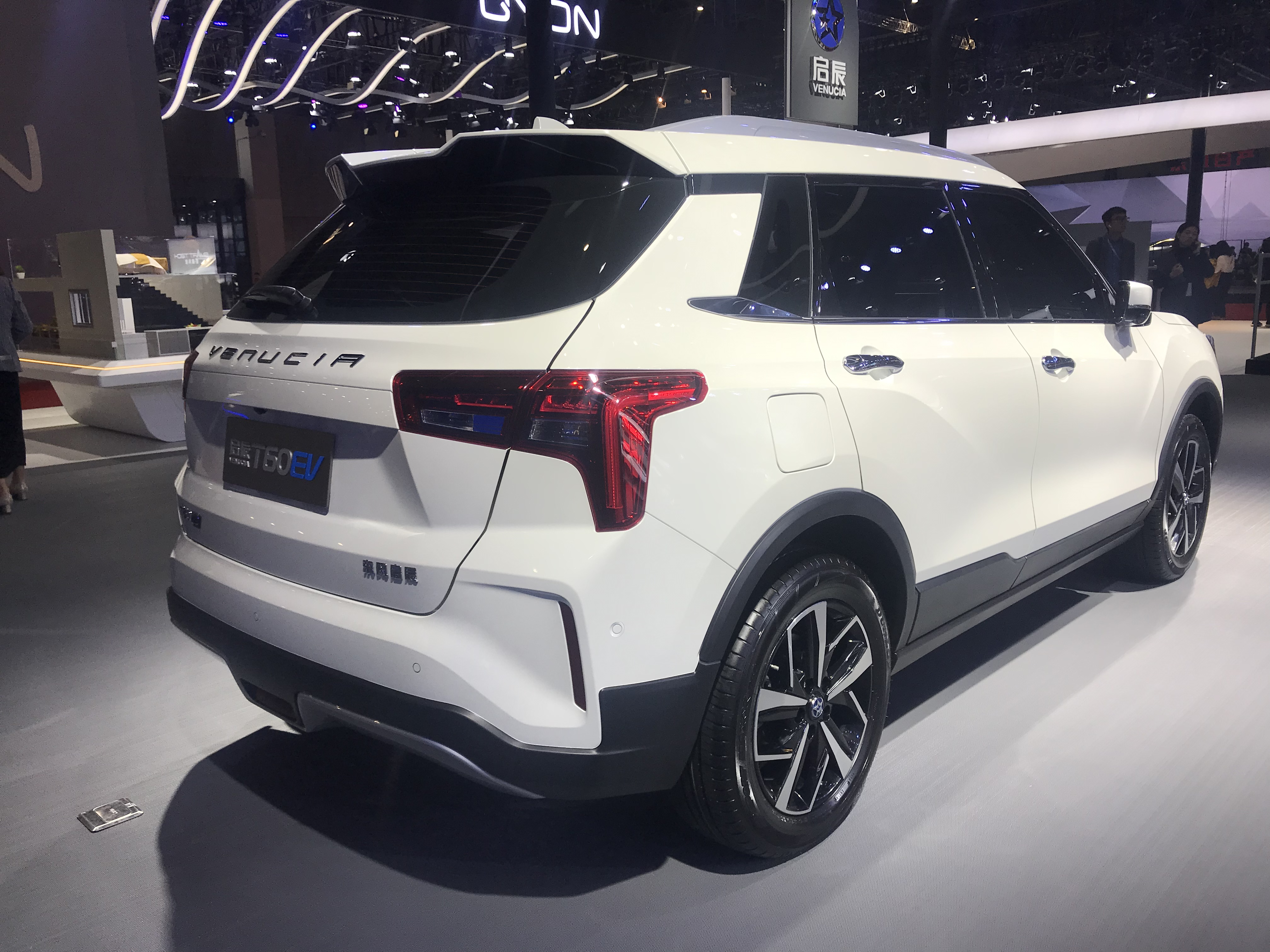
Вид сзади